# Parafia św. Jana Ewangelisty w Niedźwiedniku
Parafia św. Jana Ewangelisty w Niedźwiedniku – znajduje się w dekanacie Ziębice w archidiecezji wrocławskiej. Erygowana w XIV wieku.
Obsługiwana przez księży archidiecezjalnych. Jej administratorem jest ks. mgr Wojciech Kania.

## Parafialne księgi metrykalne

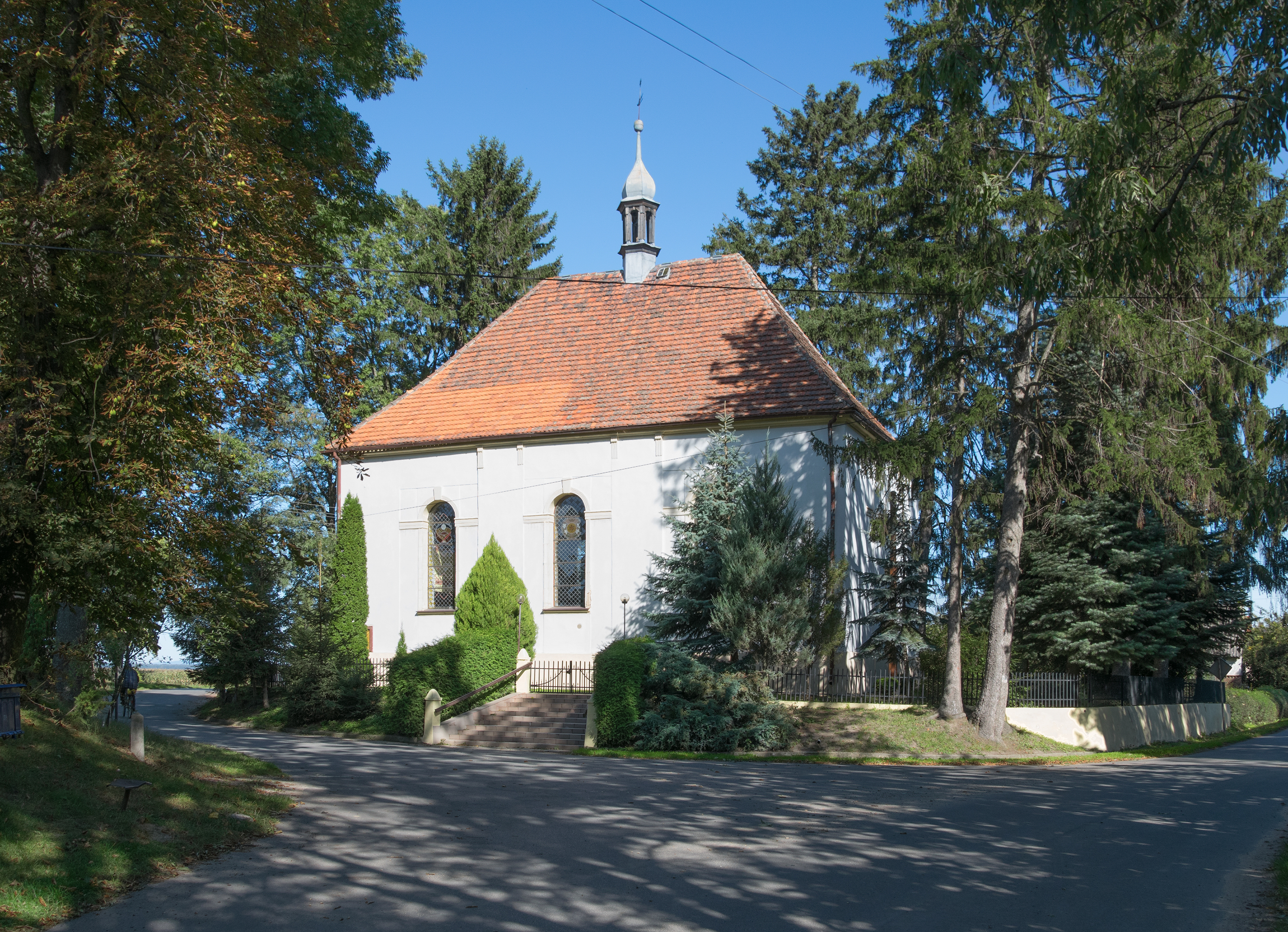
Filialna kaplica Wniebowzięcia Najświętszej Maryi Panny w Służejowie

| Księgi metrykalne | Okres ewidencji |
| ----------------- | --------------- |
| chrztów           | 1791 -          |
| ślubów            | 1797 -          |
| zgonów            | 1796 -          |